# Новочуфаровский
Новочуфаровский — посёлок в Майнском районе Ульяновской области. Входит в Анненковское сельское поселение.

## История
В 1986 г. указом ПВС РСФСР посёлок совхоза «Чуфаровский» переименован в Новочуфаровский.

## Население
| 2010 |
| ---- |
| 214  |

## Достопримечательности
- Дом загородный господский, кон. XIX в.[3]